# 川崎市立西高津中学校
川崎市立西高津中学校（かわさきしりつ にしたかつちゅうがっこう）は、神奈川県川崎市高津区久地にある公立中学校。

## 沿革
- 1957年（昭和32年）
  - 4月 - 川崎市立西高津中学校として、高津中学校内に開校。初代校長は、高津中学校長と兼任。
  - 7月 - 第1期工事完了(A棟一部)。
  - 10月 - 開校落成式挙行。校章制定。
- 1958年（昭和33年）7月 - 第2期工事完了(A棟一部)。
- 1960年（昭和35年）
  - 2月 - 第3期工事完了(B棟一部)。
  - 3月 - 校旗制定。
  - 12月 - 第4期工事完了(B棟一部)。
- 1961年（昭和36年）
  - 7月 - 校歌制定。
  - 9月 - 第5期工事完了(B棟一部)。
- 1963年（昭和38年）9月 - 友情の像除幕式。
- 1967年（昭和42年）2月 - 体育館落成式。
- 1970年（昭和45年）
  - 1月 - 校庭防球ネット完成(第1期)。
  - 4月 - 金工室完成。
- 1974年（昭和49年）6月 - 校庭防球ネット完成(第2期)。
- 1976年（昭和51年）
  - 6月 - スプリンクラー装置完成。
  - 9月 - 諸旗掲揚搭及び朝礼台完成。
  - 10月 - 創立20周年記念式典挙行。
- 1978年（昭和53年）7月 - 「真池」完成。
- 1981年（昭和56年）2月 - 校庭防球ネット完成(第3期)。
- 1985年（昭和60年）3月 - 校庭防球ネット完成(第4期)。
- 1986年（昭和61年）3月 - 部室完成。
- 1987年（昭和62年）11月 - 創立30周年記念式典挙行。
- 1991年（平成3年）12月 - 新校舎完成。
- 1992年（平成4年）
  - 6月 - 新校舎改築記念式典挙行。
  - 12月 - 校庭改装工事完了。
- 2006年（平成18年）4月 - この年度から、2学期制導入。
- 2007年（平成19年）10月 - 創立50周年記念式典挙行。
- 2025年  (令和7年）  4月-授業時間の不足が指摘されたため、時程が変更された

## 学区
出典
- 高津区
  - 宇奈根
  - 大字久地
  - 久地1丁目
  - 久地2丁目
  - 久地3丁目
  - 久地4丁目
  - 下作延1丁目
  - 下作延4丁目
  - 下作延5丁目
  - 下作延6丁目
  - 下作延7丁目
    - 下作延地区は国道246号線以西の地域。

  - 二子1丁目
  - 二子2丁目
    - 二子地区は東急田園都市線以西の地域。

  - 溝口2丁目
  - 溝口3丁目（4番以降）
  - 溝口4丁目
  - 溝口5丁目
  - 溝口6丁目
    - 溝口地区は東急田園都市線以北の地域。

## 周辺
- 国道246号
- 神奈川県道・東京都道9号川崎府中線（府中街道）

## アクセス
- 東急バス「向02」・「溝22」（入出庫）・「向01」（入出庫）の各系統で、「西高津中学校入口」バス停下車後、徒歩約320m・約5分。
- 川崎市立高津小学校から、徒歩約490m・約8分。

## 著名な卒業生
- 山根陸 - プロサッカー選手